# Tamariu
Tamariu je malé sídlo s asi 260 obyvateli, součást obce Palafrugell, která se nachází na Costa Brava. Leží na severovýchodě španělského autonomního společenství Katalánsko, asi 50 km od hranic z Francií. Patří k provincii Girona (španělsky Gerona).